# Katarina Andersson (triathlet)
Denna artikel behandlar triathleten Katarina Andersson. För skådespelaren och operasångaren se Katarina Andersson.
Gun Katarina Andersen, född Andersson den 29 november 1966 i Kristianstad, är en svensk före detta triatlet som var aktiv mellan åren 1987 och 1995.
Katarina Andersson tävlade från 1987 och under hela sin aktiva karriär för Kristianstads Triathlon Klubb, och vann SM i både olympisk distans och medeldistans 1990 och blev samma år nummer tvåa på NM.
Det blev tre VM-starter: Hon var med när det första officiella VM i triathlon avgjordes 1989 i Avignon (Frankrike), 1990 i Orlando (USA), och blev som bäst 39:a på VM 1993 i Manchester i (Storbritannien). Hon deltog i ITU Triathlon World Cup två gånger: I Portaferry (Nordirland) i World Cupens premiärår 1991 och året efter på svensk hemmaplan i Säter.
Katarina Andersson gjorde fyra EM-starter i triathlon: 1990 i Linz (Österrike), 1991 i Genève (Schweiz), 1993 i Echternach (Luxemburg) och 1995 i Stockholm. Det blev också en EM-start vid Duatlon-EM i Madrid (Spanien) 1992, men inga SM-medaljer då duatlon först blev SM-gren 1996 efter att hon hade avslutat karriären. Det blev däremot till ett danskt mästerskapsbrons i disciplinen. I 1989 vann hon de öppna nationsmästerskapen i triathlon i Österrike, Luxemburg och Norge.
Innan Katarina Andersson började med triathlon var hon simmare och sedan löpare. Hon vann med Härlövs IF två lag SM-guld i terränglöpning (4 km) 1987 och 1988, vilket medförde deltagande i Europacupen för klubblag 1988 och 1989. Hon har även deltagit i cykel-SM i tempo med Kristianstad CK.
I slutet av 1980-talet genomförde Katarina Andersson en fritidspedagog-utbildning vid Högskolan Kristianstad och flyttade därefter till Odense i Danmark. Under åren i Danmark studerade hon idrott och hälsa på Odense Universitet. Hon fick 1994 tjänst som idrottslärare i Borlänge och läste sedan psykologi på Högskolan Dalarna. Hon är gymnasielärare i idrott och psykologi på vid Falu frigymnasium och egen företagare inom hälsobranschen. 2002 blev hon svensk förbundskapten för juniorerna.
Katarina Andersson avslutade karriären sedan hon i januari 1997 tillsammans med den danska triatleten Jens Ole Andersen fick en dotter.